# Joseph Gian
Joseph Rico Giangrosso, Pseudonyme Joey Gian und Joe Gian (* 13. Juli 1961 in North Miami Beach, Florida), ist ein US-amerikanischer Film- und Fernsehschauspieler und Sänger. 

## Leben
Joseph Gian ist seit 1983 als Schauspieler in amerikanischen Fernsehserien tätig. Bekannt wurde er als Ermittler Tom Ryan in der Fernsehserie Unter der Sonne Kaliforniens. Gian war der männliche Sänger-Champion in der 1986er Ausgabe der US-amerikanischen Castingshow Star Search.
Er spielte ab 1989 den offen schwul lebenden Polizisten Rick Silardi in der Fernsehserie Inspektor Hooperman. 1996 spielte er den Kenny Bannerman in mehreren Folgen von Beverly Hills, 90210.
Für die Zeichentrickserie Spezialagent Oso (2009–2012) sang er das Titellied.

## Filmografie (Auswahl)
- 1983: Blue Skies Again
- 1983: A Night in Heaven
- 1987: Helden USA (Death Before Dishonor)
- 1987–1989: Inspektor Hooperman (Hooperman, 42 Folgen)
- 1989–1993: Unter der Sonne Kaliforniens (Knots Landing, 43 Folgen)
- 1988: Todesgrüße aus dem Jenseits (Blackout)
- 1989: Ein Mann für meine Tochter (Mad About You)
- 1991: D.E.A. – Krieg den Drogen (DEA, 3 Folgen)
- 1994: Superman – Die Abenteuer von Lois & Clark (Louis & Clark: The New Adventures of Superman, eine Folge)
- 1996: Beverly Hills, 90210 (9 Folgen)
- 2000: Zurück zu Dir (Return to Me)